# كنيسة صير بني ياس
كنيسة صير بني ياس هي كنيسة أو دير أثري وتقع في جزيرة صير بني ياس في الإمارات العربية المتحدة وتعتبر أول موقع أثري مسيحي يُكتشف في الإمارات في عام 1992 ويعود تاريخها الى القرن السابع والثامن الميلادي.

## اكتشافها
اكتُشفت مباني الموقع في عام 1992، تبعها العديد من أعمال التنقيب لاستكشاف المهاجع الشرقية والشمالية بالدير والكنيسة والسور المحيط والمنازل ذات الفناء، وفي عام 1994 ثبت أن المخطط المعماري للموقع يعود إلى كنيسة، إذ عثر على أول صلبان مصنوعة من الجص. ولكن لم يتم تعريفها ككنيسة لعدم العثور على شكل الصلبان المميزة للكنيسة ضمن قطع الجص القليلة التي وجدت في الموقع، والتي تحمل زخارف دقيقة. وعُثر في الموقع على مئات من البقايا الأثرية في الكنيسة والدير والمنازل القريبة، التي تعكس اعتماد السكان على البحر للحصول على الغذاء، إضافة إلى رعي الماشية والأغنام والماعز. ويشير الزجاج والسيراميك في الموقع إلى تجارة السكان الواسعة في هذه الفترة عبر الخليج العربي. واستمرت الكنيسة - التي تقع ضمن شبكات الاتصال المسيحي، والتي نشأت في منطقة الخليج أثناء الحقبة الإسلامية المبكرة - في الازدهار حتى بعد انتشار الإسلام في المنطقة.

## تصميمها
تنقسم الكنيسة إلى ثلاثة أجزاء كبقية الكنائس الأقدم في الخليج العربي، منها الصحن المركزي، ويعدّ المكان لذي كان يجتمع فيه الرهبان أثناء القداس، وكان الدخول إلى الصحن عن طريق المجاز الذي يقع على شمال المدخل، وعلى اليمين يرى الزائر المذبح في الجانب الشرقي للكنيسة، حيث كان الكاهن يقود القداس، وكان الناس يشتركون في القداس من داخل بيت الصلاة، كما يوجد في زاوية المبنى برج من المحتمل أنه كان يستخدم لنداء المصلين. وتوجد في الموقع منطقة بها أثار حرق من المرجح أن الكاهن كان يقوم فيها بخبز خبز القداس.
بُنيت الكنيسة من الحجر الجيري والطوفة «الحجارة البحرية» والملاط، وتم تغطيتها بالجص، ومن ثم تزيينها بنقوش وزخارف، وامتد البناء على مراحل عدة، أولها الصحن، وتبعه إضافة الغرف على جانبيه ليصبح شكل المبنى ثلاثياً. وكشفت أعمال التنقيب عن مجموعة من الغرف المتصلة سُميت بالمهجع «المسكن» الشمالي، وهي تحوي غرفاً صغيرة للرهبان. كما عُثر على بقايا رفات رجل أمام الكنيسة، ومن المرجح أنه كان شخصاً مهماً بسبب قرب المدفن من الكنيسة.
وقد عثر علماء الآثار على أدلة تشير إلى وجود عدد من البيوت الأخرى، التي بُنيت بطريقة مشابهة للدير على بُعد بضعة مئات من الأمتار من الكنيسة، ولم يُعرف بعد هوية سكانها.

## حمايتها
في عام 2018، شرعت دائرة الثقافة والسياحة الإماراتية في تصميم وتنفيذ حلول جديدة لحماية الموقع، التي من شأنها ضمان الحفاظ على البقايا الأثرية للموقع من المخاطر البيئية الحالية، والتقليل من التأثير البصري والمادي عليها، وكذلك تعزيز تجربة الزوّار.
وتتحلى منصة الزوّار بتصميم متخصص للغاية يتسّم بالمرونة والقابلية للعكس، بهدف توفير حماية فاعلة وشاملة ضد المطر والحرارة والرمال والرياح وتعشيش الطيور، وتتضمن نظاماً لتصريف المياه مع مسار مرتفع للمشاة، تتخلله نقاط شرح تدعم فهم الزائر وتقديره لتفاصيل الموقع. كما تم تصنيع وحدات التظليل الخاصة بالمنصة بسقف مصنوع من مادة التفلون (PTFE)، وهي مادة شديدة التحمّل توفر الإضاءة الطبيعية ودخول الهواء، وصُممت بحيث لا تصعّب نظر الزوّار، بينما يمكن توسيعها في المستقبل إذا عُثر على اكتشافات جديدة حول الموقع، وزُدت المنصة أيضاً بإضاءة اصطناعية لاستقبال الجولات المسائية.
وتشمل التحسينات الأخرى طريق وصول جديد ذات تربة مستقرة صديقة للبيئة، وسياجاً جديداً لمنع دخول الحيوانات البرية والرمال، الذي صُمم انسجاماً مع سائر الموقع.